# Kedrovy
Kedrovy (en russe : Кедровый) est une ville de l'oblast de Tomsk, en Russie. Sa population s'élevait à 2 194 habitants en 2013.

## Géographie
Kedrovy est située dans la vallée de la rivière Tchoussik, dans le bassin de l'Ob, à 348 km au nord-ouest de Tomsk. 

## Histoire
Kedrovy est née en 1982 en tant que cité pour les travailleurs du pétrole. En 1986, elle reçoit son nom actuel, dérivé du mot russe kedr, littéralement « cèdre ». En 1987, elle reçoit le statut de ville. Les espoirs de développement de la production pétrolière de la région ne se sont pas réalisés jusqu'à présent, principalement en raison des mauvaises infrastructures, de sorte que sa population stagne, contrairement à beaucoup d'autres villes de Sibérie occidentale.

## Population
Recensements (*) ou estimations de la population
| 1989* | 2002* | 2010* | 2012  | 2013  |
| ----- | ----- | ----- | ----- | ----- |
| 1 998 | 3 052 | 2 451 | 2 290 | 2 194 |